# Colonia Jerusalén
Colonia Jerusalén är en ort i Mexiko.   Den ligger i kommunen Santa Cruz Xoxocotlán och delstaten Oaxaca, i den sydöstra delen av landet, 400 km sydost om huvudstaden Mexico City. Colonia Jerusalén ligger 1 528 meter över havet och antalet invånare är 102.
Terrängen runt Colonia Jerusalén är kuperad norrut, men söderut är den platt. Runt Colonia Jerusalén är det ganska tätbefolkat, med 90 invånare per kvadratkilometer. Närmaste större samhälle är Oaxaca de Juárez, 4,4 km norr om Colonia Jerusalén. I omgivningarna runt Colonia Jerusalén växer huvudsakligen savannskog.